# シリナ・カマラ
シリナ・カマラ（フランス語: Sirina Camara、1991年4月12日 - ）は、Sリーグのホーム・ユナイテッドに所属するフランスのサッカー選手。ポジションはDF。

## 経歴

### ユース
カマラはマリをルーツに持っている。彼の母は18歳にしてフランスに移住し、パリのピエールフィットで1991年4月12日に生まれた。14歳の時にピエールフィットFCに加入し、四年在籍した後にシンガポールへとプロとしての可能性を拡げる為に渡った。
また、カマラはムスリムである。

### プロ
カマラは2011年にシンガポールにあるフランス系プロサッカーチームで前年度Sリーグ覇者のエトワールFCと契約しプロデビューを果たした。初試合はバレスティア・カルサFC戦でスコアレスドローであった。初得点はシンガポール・カップでのホーム・ユナイテッド戦であり、この試合は1-1の引き分けとなった。リーグ戦での初ゴールは9月27日に行われたホウガン・ユナイテッドFC戦で、2-1でこの試合は勝利した。
2012年にSリーグからエトワールFCが撤退すると、ヤング・ライオンズに移籍。その翌年、2013年にはホーム・ユナイテッドに移籍した。この年にはシンガポール・カップを制し、Sリーグの年間最優秀若手選手に選出された。また、その堅固な守備でチームの準優勝にも貢献している。
2015年のSリーグでは3試合目にして得点を挙げた。2得点目はタンピネス・ローバースFC戦で、この試合は2-0で勝利、ホームでの同年初勝利を飾った。

## 代表歴
2013年7月、カマラはシンガポール代表となる為に同国の国籍を取る考えがあるを仄めかした。代表監督のベルント・シュタンゲは彼について複数のポジションで活躍する事の出来る選手で、ヨーロッパのトップクラブにも行ける実力もある、と評価している。また、シンガポール国籍を取った場合、代表に呼ぶとも述べている。

## 個人成績
2014年3月18日現在
| 国内大会個人成績 | 国内大会個人成績 | 国内大会個人成績 | 国内大会個人成績 | 国内大会個人成績 | 国内大会個人成績 | 国内大会個人成績 | 国内大会個人成績 | 国内大会個人成績 | 国内大会個人成績 | 国内大会個人成績 | 国内大会個人成績 |
| 年度             | クラブ           | 背番号           | リーグ           | リーグ戦         | リーグ戦         | リーグ杯         | リーグ杯         | オープン杯       | オープン杯       | 期間通算         | 期間通算         |
| 年度             | クラブ           | 背番号           | リーグ           | 出場             | 得点             | 出場             | 得点             | 出場             | 得点             | 出場             | 得点             |
| シンガポール     | シンガポール     | シンガポール     | シンガポール     | リーグ戦         | リーグ戦         | リーグ杯         | リーグ杯         | シンガポール杯   | シンガポール杯   | 期間通算         | 期間通算         |
| ---------------- | ---------------- | ---------------- | ---------------- | ---------------- | ---------------- | ---------------- | ---------------- | ---------------- | ---------------- | ---------------- | ---------------- |
| 2011             | エトワール       |                  | Sリーグ          | 29               | 2                | -                | -                | 6                | 1                | 35               | 3                |
| 2012             | Yライオンズ      |                  | Sリーグ          | 22               | 0                | 2                | 0                | -                | -                | 24               | 0                |
| 2013             | ホームU          | 18               | Sリーグ          | 26               | 4                | 4                | 1                | 6                | 1                | 36               | 6                |
| 2014             | ホームU          | 18               | Sリーグ          | 3                | 0                | 0                | 0                | 0                | 0                | 3                | 0                |
| 2015             | ホームU          | 11               | Sリーグ          |                  |                  |                  |                  |                  |                  |                  |                  |
| 通算             | シンガポール     | シンガポール     | Sリーグ          | 80               | 6                | 6                | 1                | 12               | 2                | 101              | 9                |
| 総通算           | 総通算           | 総通算           | 総通算           | 80               | 6                | 6                | 1                | 12               | 2                | 101              | 9                |

| 国際大会個人成績 | 国際大会個人成績 | 国際大会個人成績 | 国際大会個人成績 | 国際大会個人成績 |
| 年度             | クラブ           | 背番号           | 出場             | 得点             |
| AFC              | AFC              | AFC              | ACL              | ACL              |
| ---------------- | ---------------- | ---------------- | ---------------- | ---------------- |
| 2014             | ホームU          | 18               | 3                | 0                |
| 通算             | 通算             | 通算             | 3                | 0                |

## タイトル

### クラブ
ホーム・ユナイテッド
- シンガポール・カップ: 2013

### 個人
- Sリーグ年間最優秀若手選手: 2013